# نصیرالدین محمد بن ابوالفتح
ملک نصیرالدین محمد بن ابوالفتح بن مسعود مهربانی پس از شمس الدین علی بن مسعود دومین پادشاه از دودمان مهربانی نیمروز بود.

## تأیید سلطنت توسط فرمانروی مغول
ملک نصیرالدین برادر زاده ملک قبلی یعنی ملک شمس الدین علی بود. او به خدمت امیران مغول رفت و فرمان حکومت یافت؛ اما به سیستان بازنگشت و سپهسالارش شجاع الدین نصر بن خلف مهربانی را نایب سلطنت کرده خود به خونخواهی عمش ملک شمس الدین علی به تعقیب شمس الدین کرت رفت.

## رفتن به خدمت امیر هلاکو خان مغول
در سال ۶۵۷ قمری ملک نصیر الدین نزد هلاکو خان رفته و مدتی هم نزد ایشان ماند. در این زمان شمس الدین کرت دوباره به زرنج بازگشت.

## مجازات خائنین به ملک شمس الدین علی
در سال ۶۵۹ ق. ملک نصیرالدین به زرنج بازگشته و شمس الدین کرت رااخراج نموده و کسانی که در قتل عمش ملک علی به شمس الدین کرت یاری رسانده بودند را کشت.

## بازسازی ارگ و باروی زرنگ
در رمضان سال ۶۶۱ ق. ملک فرمان داد تا عمارت ارگ و باروی شهر را مدت چهل سال بود لشکر ملاعین خراب کرده بودند باز سازند.